# Vampires 3
Vampires 3 (Vampires: The Turning), conosciuto anche come Vampires 3 - Il segreto di Sang o Vampires 3 - Il tempio di sangue, è un film horror del 2005, diretto da Marty Weiss e prodotto da Carol Kottenbrook e Scott Einbinder.
È il sequel di Vampires di John Carpenter e Il cacciatore delle tenebre di Tommy Lee Wallace, pur non avendo nessun collegamento ai film precedenti.

## Trama
Per molti secoli, i Phi Song Neng (i vampiri che hanno giurato di non bere mai sangue umano) hanno vissuto tra i villaggi dell'estremo Oriente. Un giorno più di 800 anni fa, un giovane signore della guerra umano di nome Niran si innamorò di una canzone del Neng, una donna di nome Sang. Niran voleva Sang, così uccide il marito e suo figlio. Nel suo dolore e rabbia, Sang morde Niran durante un'eclissi solare Songkran (Capodanno), trasformandolo in un vampiro.

## Distribuzione
Il film è uscito per il mercato home-video l'11 maggio 2005.